# (418993) 2009 MS9
(418993) 2009 MS9 est un objet transneptunien, ayant une orbite très elliptique tendant à montrer l'existence de la planète X. 